# HD 211392
HD 211392，又名BD-09 5948，SAO 145992、HR 8500，是一颗恒星，视星等为5.79，位于銀經51.9，銀緯-49.3，其B1900.0坐标为赤經22h 11m 35.8s，赤緯-9° -49.3′ 18″。